# Рівняння Баркера
Рівняння Баркера — рівняння, в неявному вигляді, що визначає залежність між положенням небесного тіла (істинною аномалією) і часом, під час руху параболічною орбітою. Це рівняння широко застосовувалося під час вивчення орбіт комет, орбіти яких мають ексцентриситет близький до одиниці. Нині це рівняння знаходить застосування в астродинаміці

## Задача, що приводить до рівняння Баркера
Розв'язок задачі двох тіл дає рівняння траєкторії в полярних координатах у вигляді
{\displaystyle r={\frac {p}{1+e\,\cos \vartheta }}}
де {\displaystyle p} — параметр орбіти; {\displaystyle e} — ексцентриситет орбіти; {\displaystyle \vartheta } — справжня аномалія-кут між радіус-вектором поточного положення тіла і напрямком на перицентр. З іншого боку, справедливий другий закон Кеплера
{\displaystyle r^{2}\,{\frac {d\vartheta }{dt}}=c}
де {\displaystyle c} — константа площ. Виходячи з цих рівнянь легко отримати інтеграл, що зв'язує час і справжню аномалію в точках {\displaystyle A_{0}} і {\displaystyle A_{1}} орбіти.
{\displaystyle t_{1}-t_{0}={\frac {p^{2}}{c}}\,\int \limits _{\vartheta _{0}}^{\vartheta _{1}}{\frac {d\vartheta }{\left(1+e\,\cos \vartheta \right)^{2}}}}

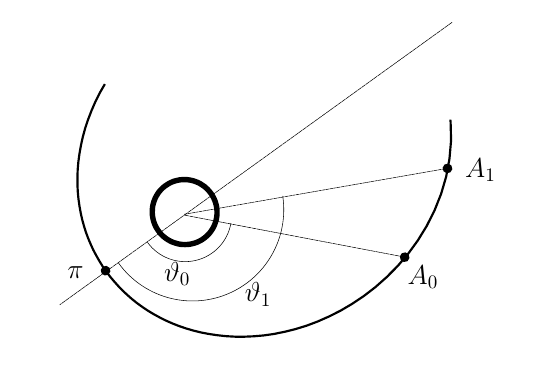
До виведення рівняння Кеплера і рівняння Баркера

Спосіб обчислення цього інтеграла залежить від величини ексцентриситету (див. рівняння Кеплера). Для параболічної траєкторії {\displaystyle e=1}, в цьому випадку приходимо до тривіального ланцюжка перетворень
{\displaystyle t_{1}-t_{0}={\frac {p^{2}}{c}}\,\int \limits _{\vartheta _{0}}^{\vartheta _{1}}{\frac {d\vartheta }{\left(1+\cos \vartheta \right)^{2}}}={\frac {p^{2}}{4\,c}}\,\int \limits _{\vartheta _{0}}^{\vartheta _{1}}\left(1+{\rm {tg}}^{2}{\frac {\vartheta }{2}}\right)^{2}\,d\vartheta =\left|{\rm {tg}}{\frac {\vartheta }{2}}=z,\,d\vartheta ={\frac {2\,dz}{1+z^{2}}}\right|={\frac {p^{2}}{2\,c}}\int \limits _{{\rm {tg}}{\frac {\vartheta _{0}}{2}}}^{{\rm {tg}}{\frac {\vartheta _{1}}{2}}}\left(1+z^{2}\right)\,dz={\frac {p^{2}}{2\,c}}\left[{\rm {tg}}{\frac {\vartheta _{1}}{2}}-{\rm {tg}}{\frac {\vartheta _{0}}{2}}+{\frac {1}{3}}\left({\rm {tg}}^{3}{\frac {\vartheta _{1}}{2}}-{\rm {tg}}^{3}{\frac {\vartheta _{0}}{2}}\right)\right]}
Враховуючи, що параметр орбіти пов'язаний з константою площ
{\displaystyle p={\frac {c^{2}}{\mu }}}
де {\displaystyle \mu } — гравітаційний параметр центрального тіла, а константа площ, у разі параболічного руху
{\displaystyle c=r_{\pi }\,v_{\pi }=r_{\pi }\,{\sqrt {\frac {2\,\mu }{r_{\pi }}}}}
де {\displaystyle r_{\pi }} — відстань до перицентра; {\displaystyle v_{\pi }} — швидкість у перицентрі, яка під час руху по параболі є параболічною швидкістю. Тоді, отримуємо для параметра орбіти {\displaystyle p=2\,r_{\pi }} і приходимо до остаточного виразу
{\displaystyle t_{1}-t_{0}=r_{\pi }{\sqrt {\frac {2\,r_{\pi }}{\mu }}}\left[{\rm {tg}}{\frac {\vartheta _{1}}{2}}-{\rm {tg}}{\frac {\vartheta _{0}}{2}}+{\frac {1}{3}}\left({\rm {tg}}^{3}{\frac {\vartheta _{1}}{2}}-{\rm {tg}}^{3}{\frac {\vartheta _{0}}{2}}\right)\right]}
Тепер приймемо, що початкова точка траєкторії п ерицентр, значить {\displaystyle \vartheta _{0}=0} і перетворимо отриману залежність до видгляу
{\displaystyle n\,\left(t-t_{0}\right)={\rm {tg}}{\frac {\vartheta }{2}}+{\frac {1}{3}}{\rm {tg}}^{3}{\frac {\vartheta }{2}}}
де {\displaystyle n={\sqrt {\frac {\mu }{2\,r_{\pi }^{3}}}}} — середній рух небесного тіла. У підсумку, отримуємо кубічне рівняння вигляду
{\displaystyle S+{\frac {1}{3}}\,S^{3}-M=0}
де {\displaystyle S={\rm {tg}}{\frac {\vartheta }{2}}}, {\displaystyle M=n\,\left(t-t_{0}\right)} — середня аномалія орбіти небесного тіла. Це рівняння називають рівнянням Баркера.
Рівняння описує неявну залежність істинної аномалії від часу {\displaystyle \vartheta (t)} під час руху небесного тіла параболічною траєкторією.

## Розв'язок рівняння Баркера
Рівняння
{\displaystyle S+{\frac {S^{3}}{3}}-M=0}
є кубічним рівнянням, записаним у канонічній формі Кардано і має аналітичний розв'язок. Засобами комп'ютерної алгебри легко отримати цей розв'язок, що містить один дійсний і два комплексно-спряжених корені
{\displaystyle S_{1}=x-{\frac {1}{x}},\quad S_{2,3}=-{\frac {x}{2}}+{\frac {1}{2\,x}}\pm i\,{\frac {\sqrt {3}}{2}}\,\left(x+{\frac {1}{x}}\right)}
де {\displaystyle x={\frac {1}{2}}\,{\sqrt[{3}]{12\,M+4\,{\sqrt {9\,M^{2}+4}}}}}
Фізичному змісту задачі відповідає тільки дійсний корінь, тому можна записати
{\displaystyle S={\rm {tg}}{\frac {\vartheta }{2}}=x-{\frac {1}{x}}}
Маючи цей корінь, можна обчислити синус і косинус істинної аномалії
{\displaystyle \cos \vartheta ={\frac {1-S^{2}}{1+S^{2}}},\quad \sin \vartheta ={\frac {2\,S}{1+S^{2}}}\quad }
за якими, з урахуванням їхнього знака, визначається справжня аномалія {\displaystyle \vartheta \in [0,\,2\,\pi )}